# Callionymus leucopoecilus
Callionymus leucopoecilus és una espècie de peix de la família dels cal·lionímids i de l'ordre dels perciformes.

## Morfologia
- Els mascles poden assolir 8,4 cm de longitud total i les femelles 7,87.[2]

## Hàbitat
És un peix marí, de clima temperat i demersal.

## Distribució geogràfica
Es troba a Corea.

## Observacions
És inofensiu per als humans.